# Музей образотворчих мистецтв (Безьє)
Музей образотворчих мистецтв у Безьє (Musée des Beaux-Arts de Béziers) — художній музей у Безьє в департаменті Еро. З 2002 року має статус Музею Франції.

## Історія
Музей заснований в 1859 році в приватних особняках Фабрежа (Fabrégat) і Фає (Fayet), залишених родинами у спадок містові Безьє. Особняк Фає був побудований у 17 столітті та розширений у 19 столітті, він і вважається однією з видатних пам'яток архітектури міста. Ним володіла сім'я підприємців Фає, а з 1966 року він став музеєм.

## Колекції
В особняку Фабрежа представлені картини від 15 століття до сьогодення та малюнки 18-19 ст., а також колекція сучасного мистецтва Жана Мулена, народженого в Безьє, учасника руху опору. Цю колекцію передала музею в 1975 році його сестра Лора Мулен.

В осоьняку Фає основна увага приділяється мистецтву 19 століття (живопис і скульптура) з роботами Ежена Делакруа, Теодора Жеріко, Жана-Батиста Каміля Коро та Александра Кабанеля. Тут також можна побачити скульптури з гіпсу, теракоти, мармуру та бронзи з майстерні скульптора Жана-Антуана Іньяльбера, які подарувала його дружина в 1934 році.

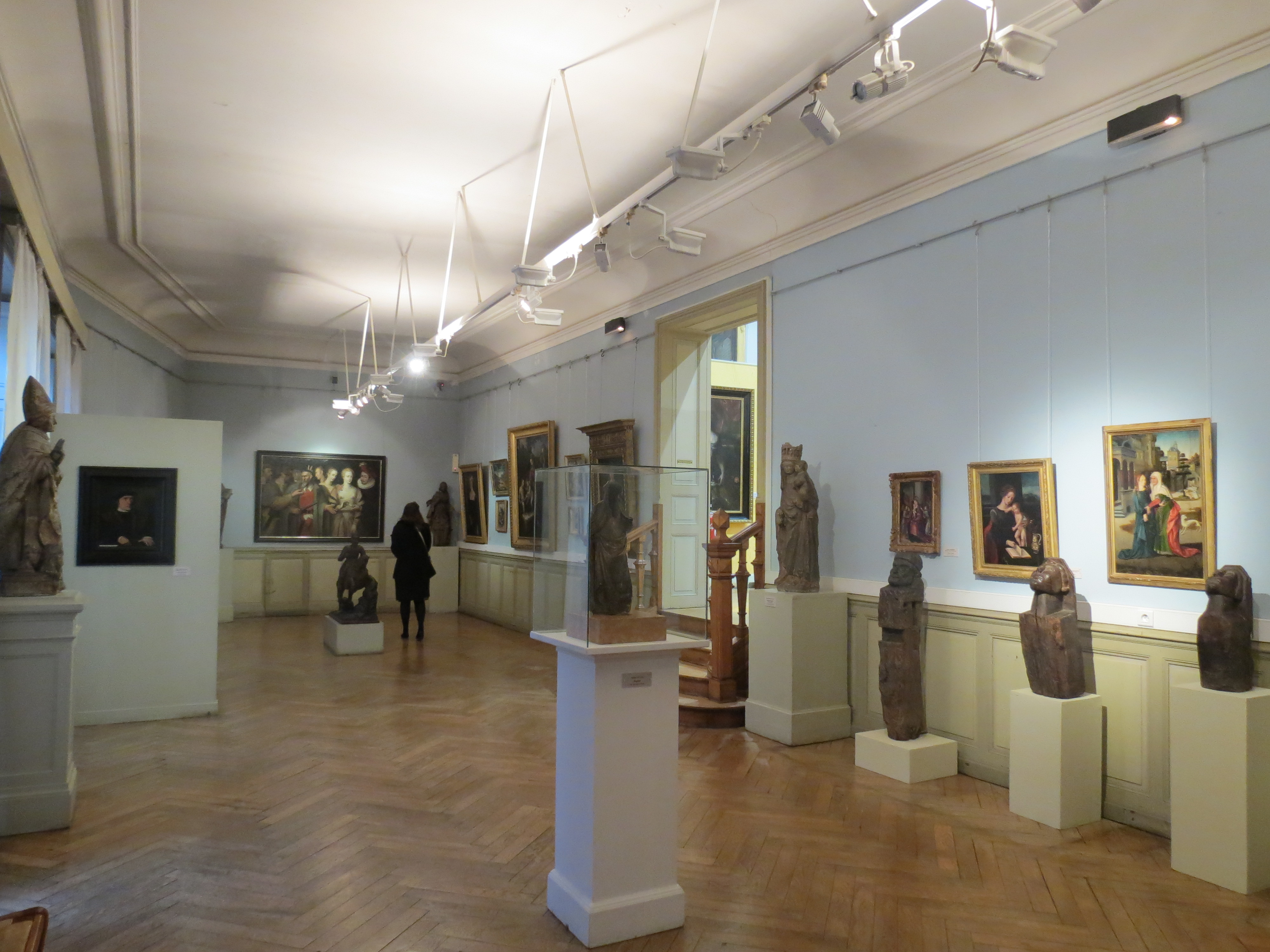
Середньовічний зал
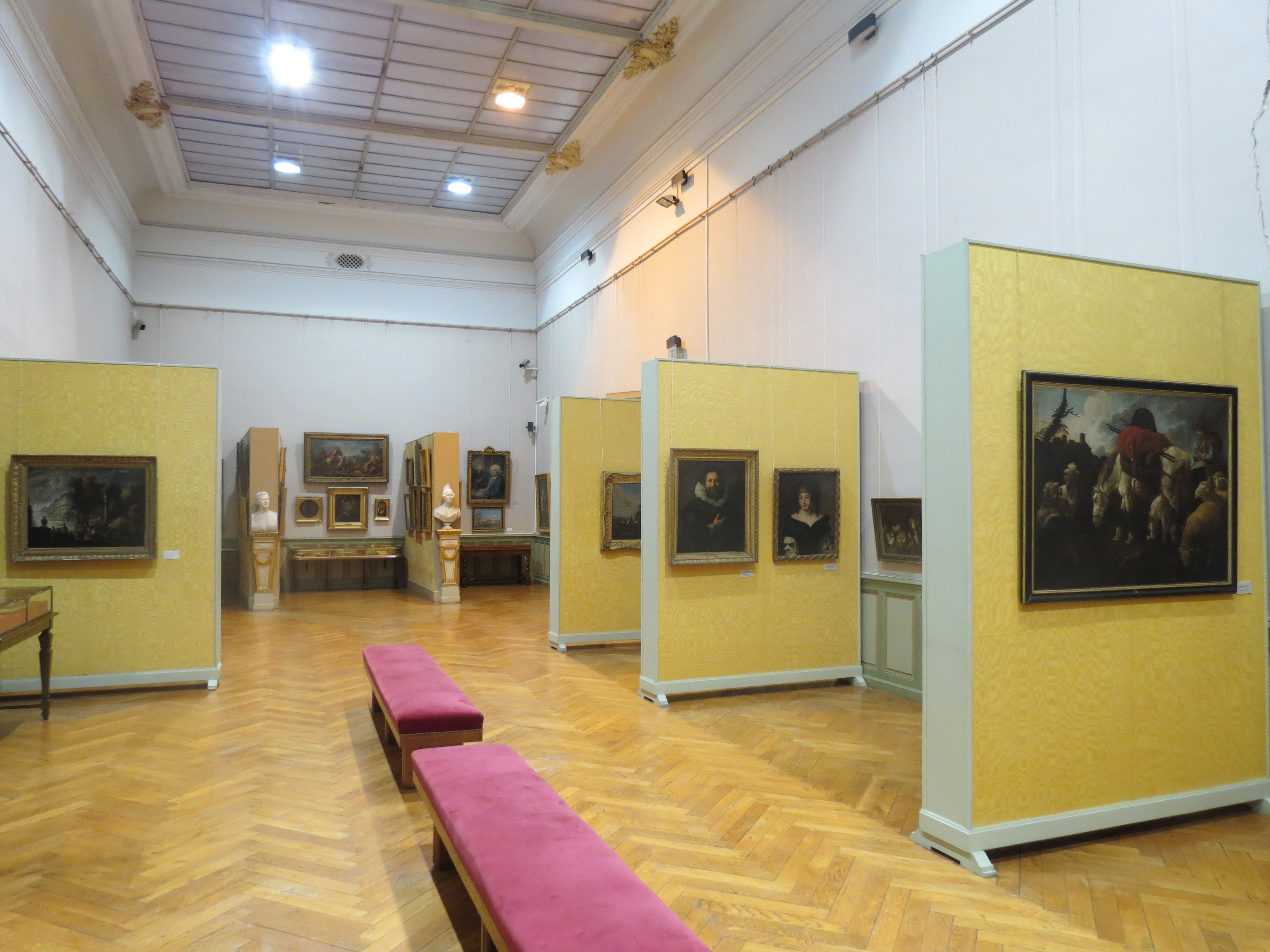
Старі майстри
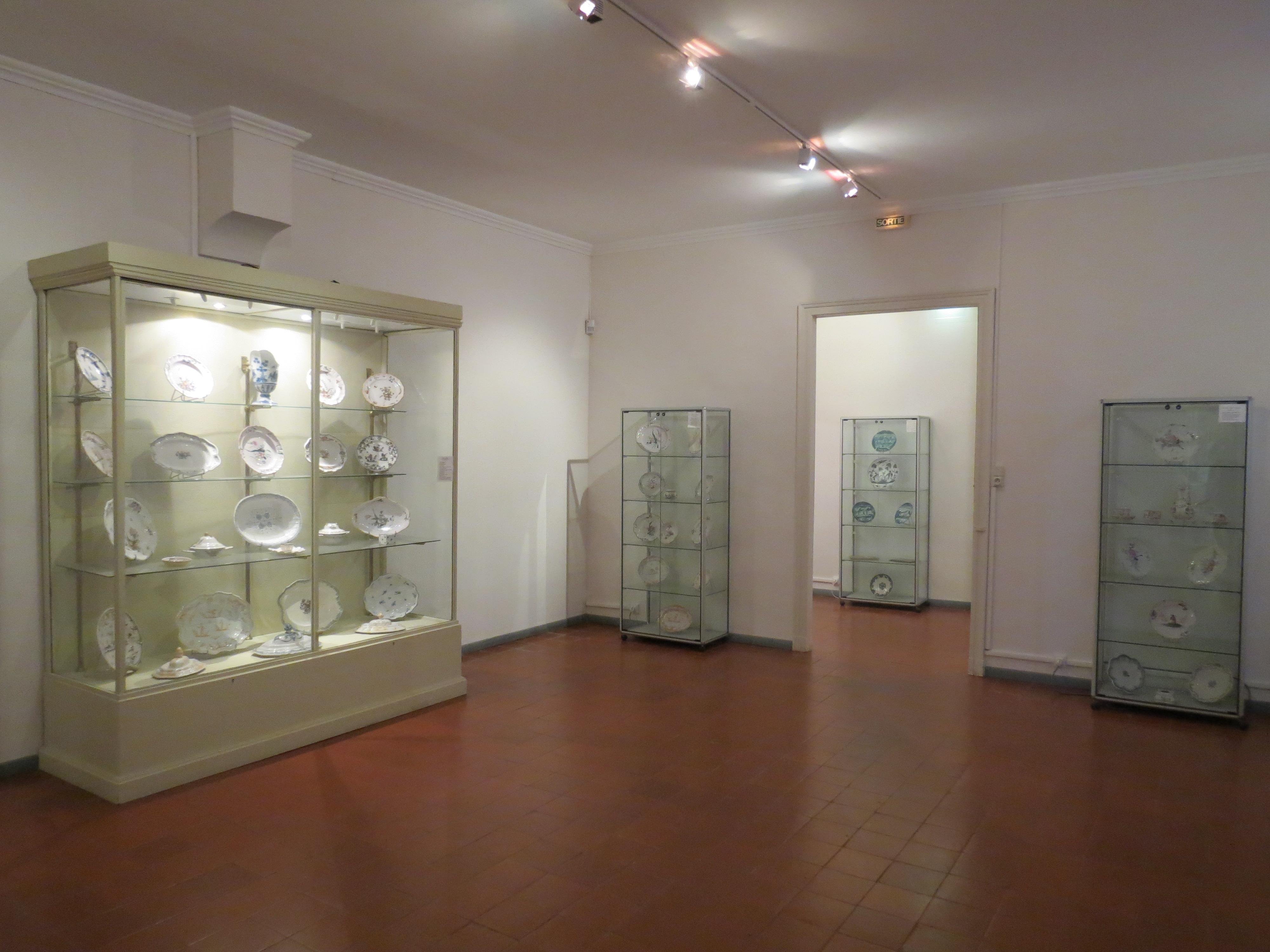
Фаянс
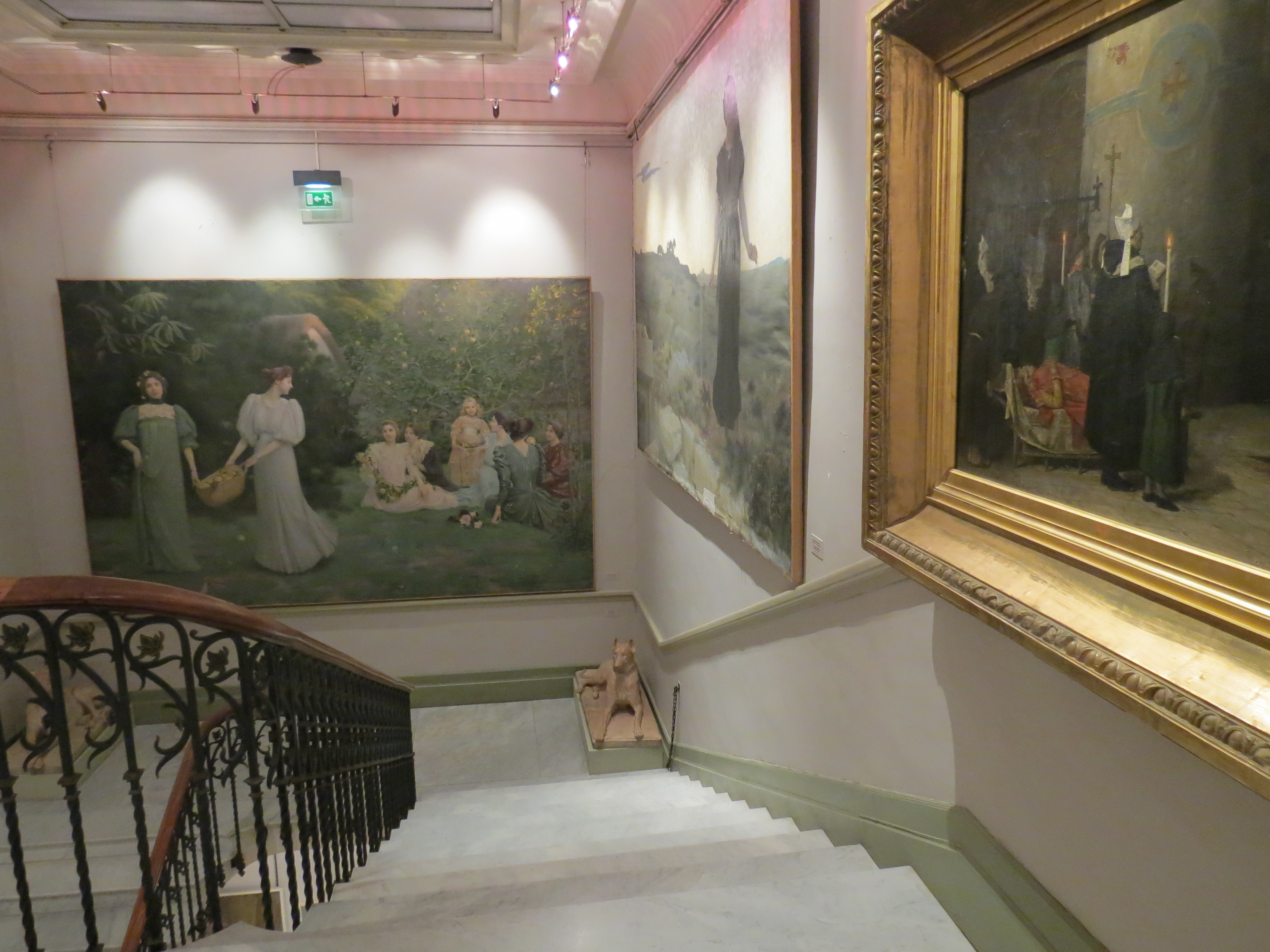
Біля особняка Фабрежа
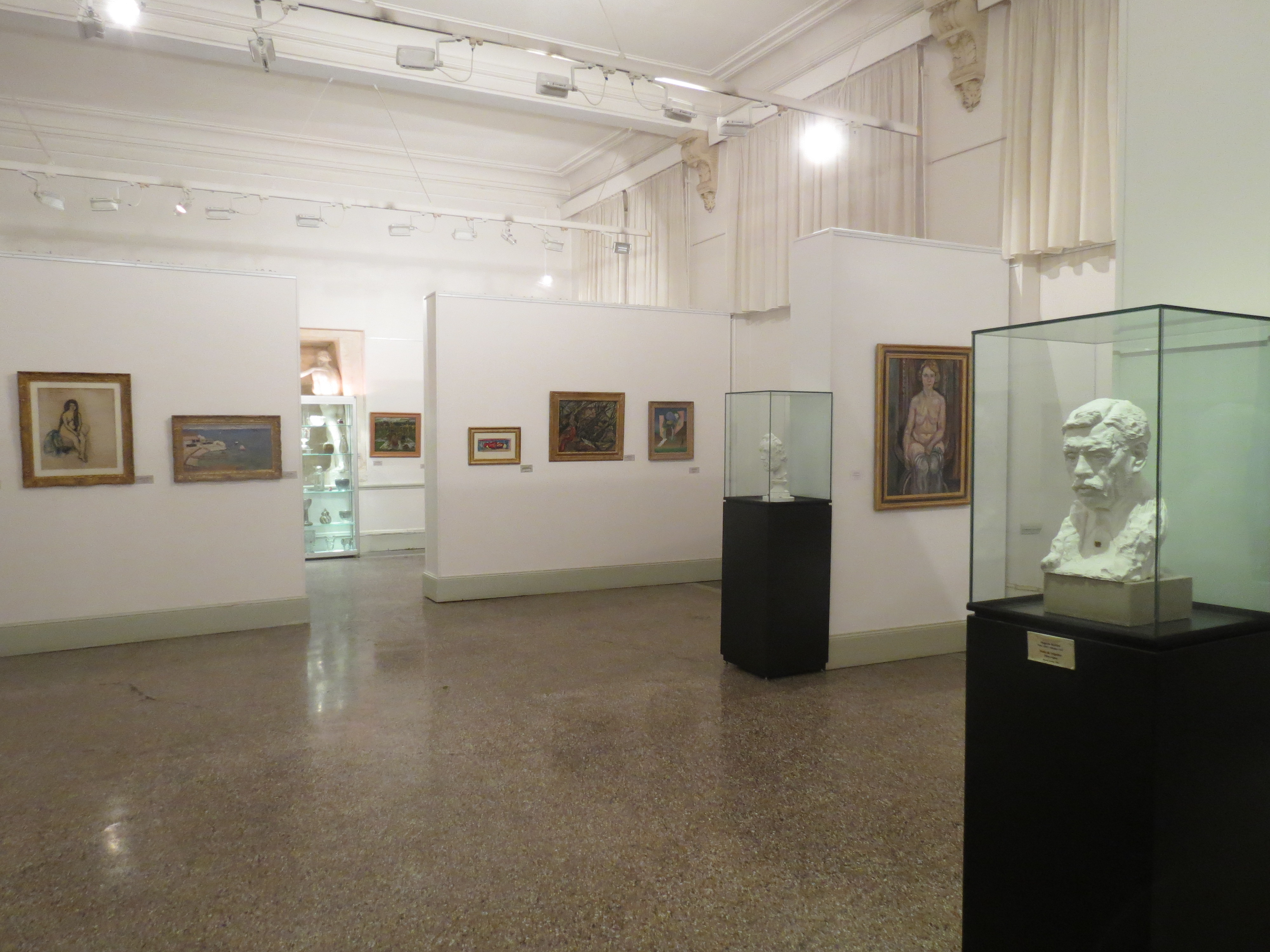
Колекція Жана Мулена.